# ティネカ・ポスマ
ティネカ・ポスマ（Tineke Postma、1978年8月31日 - ）は、オランダのジャズ・サクソフォーン奏者である。

## キャリア
11歳の時にサックスの演奏を始めた。1996年から2003年までアムステルダム音楽院で学び、音楽の修士号を取得した。デイヴ・リーブマン、ディック・オーツ、クリス・ポッターらに師事し、2005年からはアムステルダム音楽院で教鞭を執っている。
ポスマは2011年のアルバム『モザイク・プロジェクト：ジャズと生きる女たち』でテリ・リン・キャリントンに協力した。その他、グレッグ・オズビー、ジェリ・アレン、イヴァン・パドゥア、エスペランサ・スポルディング、メトロポール・オーケストラと共演している。

## ディスコグラフィ

### リーダー・アルバム
- First Avenue (2004年、Munich) ※Tineke Postma Quartet名義
- 『フォー・ザ・リズム』 - For the Rhythm (2005年、Munich)
- 『ジャーニー・ザット・マターズ』 - A Journey That Matters (2007年、Foreign Media)
- 『ザ・トラヴェラー』 - The Traveller (2009年、Etcetera)
- The Dawn of Light (2011年、Challenge)
- Le Peuple Des Silencieux (2014年、W.E.R.F.) ※with Nathalie Loriers、Philippe Aerts
- Sonic Halo (2014年、Challenge) ※with グレッグ・オズビー
- We Will Really Meet Again (2016年、W.E.R.F.) ※with Nathalie Loriers、Nicolas Thys
- Freya (2020年、Edition)